# Paula Newsome
Pour les articles homonymes, voir Newsome.
Paula Newsome, née le 7 octobre 1961 à Chicago dans l’Illinois aux États-Unis, est une actrice américaine.

## Biographie
Paula Newsome commença le théâtre à son école, puis elle déménagea à New York. Elle commença par de petits rôles à Broadway, puis elle fit des apparitions en tant que guest dans de nombreuses séries TV, et enfin des rôles récurrents dans des séries telles que Heroes, City of Angels ou NYPD Blue.
En 2007, elle décroche l'un des rôles principaux de la série Women's Murder Club.
Elle obtient ensuite l'un des rôles principaux de la série CSI: Vegas, qui fait suite à la série à succès Les Experts de CBS.

## Filmographie

### Cinéma
- 2021 : Spider-Man: No Way Home de Jon Watts : l'assistante du vice-chancelier du MIT

### Téléfilm
- 2014 : L'Engrenage de l'anorexie (Thinspiration)

### Séries télévisées
- 2000 : City of Angels : Dr Helen Chanley
- 2003 : Les Experts : Evelyn
- 2009 : Bones : Kelly Bissette
- 2009 - 2013 : NCIS : Enquêtes spéciales : Jackie Vance
- 2010 : Pretty Little Liars : coach Fulton
- 2012 : 1600 Penn : Atlanta Weaver
- 2016 : No Tomorrow : Tyra DeNeil Fields
- 2018 : Barry : Inspecteur Janice Moss
- 2020 : The Twilight Zone : La quatrième dimension : Pasteur Nichelle Del Rio (saison 2, épisode 8)
- 2021-2024 : CSI: Vegas : Maxine "Max" Roby